# Lycorina artavia
Lycorina artavia là một loài tò vò trong họ Ichneumonidae.